# Cantherhines fronticinctus
Cantherhines fronticinctus là một loài cá biển thuộc chi Cantherhines trong họ Cá bò giấy. Loài cá này được mô tả lần đầu tiên vào năm 1867.

## Từ nguyên
Từ định danh fronticinctus được ghép bởi hai âm tiết trong tiếng Latinh: frontis ("trán") và cinctus ("bao quanh"), hàm ý đề cập đến dải đen trên trán, ngay giữa rìa trước hốc mắt ở loài cá này.

## Phân bố và môi trường sống
C. fronticinctus có phân bố tương đối rộng rãi trên Ấn Độ Dương - Thái Bình Dương, từ Đông Phi trải dài về phía đông đến quần đảo Marshall và Tonga, ngược lên phía bắc đến miền nam Nhật Bản, xa về phía nam đến Nam Phi, bờ tây bắc Úc và Nouvelle-Calédonie.
C. fronticinctus sống trên các rạn san hô, thường bắt gặp ở vùng biển giàu san hô và các loài thủy sinh không xương sống khác.

## Mô tả
Chiều dài cơ thể lớn nhất được ghi nhận ở C. fronticinctus là 25 cm. Loài này có màu nâu vàng, có khoảng 5 vệt đen dài ở hai bên lườn, mỗi vệt chứa 1–2 hàng đốm nâu nhỏ nhưng mờ. Đầu có hai sọc đen giữa hai hốc mắt (sọc trên mảnh hơn). Tia các vây lưng, vây hậu môn và vây ngực màu nâu nhạt, màng trong suốt. Sọc trắng hoặc vàng nhạt bao quanh phần trước của cuống đuôi, vây đuôi màu nâu vàng nhạt với sọc viền dày màu nâu sẫm.
Số gai vây lưng: 2; Số tia vây lưng: 33–35; Số gai vây hậu môn: 0; Số tia vây hậu môn: 31–32; Số tia vây ngực: 12–14.

## Sinh thái
Thức ăn của C. fronticinctus là các sinh vật đáy. Chúng thường sống đơn độc.

## Phân loại
C. fronticinctus tạo thành nhóm phức hợp loài với Cantherhines longicaudus, Cantherhines verecundus và Cantherhines rapanui.

## Thương mại
C. fronticinctus là một thành phần trong ngành thương mại cá cảnh. Loài cá này cũng được bán trong các chợ cá ở một số quốc gia nhiệt đới.